# داريل غريفيث
داريل غريفيث (بالإنجليزية: Darrell Griffith)‏ مواليد 16 يونيو 1958 في لويفيل، هو لاعب كرة سلة أمريكي سابق بدأ مسيرته الاحترافية في سنة 1980. يبلغ طوله 6 قدم 4 بوصة (1.9 م). اعتزل اللعب في 1991.

## فرق لعب لها
- يوتاه جاز

## روابط خارجية
- داريل غريفيث على موقع إن بي أي (الإنجليزية)
- داريل غريفيث على موقع سبورتس رفرنس (الإنجليزية)
- داريل غريفيث على موقع كلية كرة السلة في سبورتس رفرنس.كوم (الإنجليزية)
- داريل غريفيث على موقع ريلجم (الإنجليزية)
- داريل غريفيث على موقع بروبوليرز (الإنجليزية)
- داريل غريفيث على موقع قاعة المشاهير الجامعة الوطنية لكرة السلة (الإنجليزية)